# 松平康忠
松平 康忠（まつだいら やすただ）は、戦国時代から江戸時代初期にかけての武将。長沢松平家8代当主。徳川家康の従弟である。

## 生涯
永禄3年（1560年）5月の桶狭間の戦いで父・松平政忠が討死。祖父にあたる松平親広が若年だった康忠を後見した。一方で母の碓井姫は、徳川家の重臣である酒井忠次へと再嫁し離別している。永禄5年 （1562年）に元服し、三河国宝飯郡小坂井ほか1,810貫文を知行した。康忠の叔父である松平信重や松平近清らも、家康から100貫文ずつを給わって補佐を拝命した。信重は翌年からの三河一向一揆で家康方として討死したものの、近清はのちも康忠を支えて天正16年（1588年）に死去している。
その後の康忠は元亀元年（1570年）、義父の忠次に属して姉川の戦いに参加。続いて天正3年（1575年）の長篠の戦いでも忠次に従った。武田信実が守る鳶の巣砦を徳川軍の別働隊として攻略し、長篠城を開放している。さらに家康の嫡男である信康のもとで老職を務めたが、天正7年（1579年）信康の自刃により蟄居した。
のちに家康のもとへ召喚され、本能寺の変の際には家康の伊賀越えに同伴。小牧・長久手の戦いに参戦している。天正16年（1588年）に嫡子の康直へ家督を譲り京都に居を定める。
ところが武蔵深谷藩の藩主となっていた康直が文禄2年（1593年）に24歳で病没。家康の七男の松千代を康直の養子として、深谷藩1万石を相続をさせた。しかし松千代も慶長4年（1599年）に夭折したため、その兄の辰千代（後の松平忠輝）に名跡を継がせた。元和4年（1618年）8月10日に死去。享年73。
なお元和2年（1616年）に起きた忠輝の改易によって長沢松平家の嫡流は途絶えたが、康忠の系統は後世に伝わっている。娘が同じ長沢松平一族の松平忠直（大名とは別人）に嫁いでいたが、隠居していた康忠はこの娘の子であった直信を養子とし、家伝来の品を譲っている。この子孫は代々御家再興を幕府に嘆願し続けたが認知されず、数代後にようやく微禄を与えられ長沢松平本家は再興されている。

天文9年（1540年）の安城合戦で戦死した伝承のある同姓同名の松平康忠（甚六郎）が存在するが、こちらは松平親忠系で松平張忠の子であって別人である。